# Eupyra distincta
Eupyra distincta là một loài bướm đêm thuộc phân họ Arctiinae, họ Erebidae.